# 直瀬遥歩
直瀬 遥歩（なおせ あゆむ、1980年8月1日 - ）は、日本の元タレント、元女優である。1990年代後半から2000年にかけて芸能活動を行っていた。当時の所属事務所はスウィートパワー。血液型はA型。福岡県福岡市出身。

## 出演

### テレビドラマ
- ウィークエンドドラマ サイバー美少女テロメア 第2話（1998年4月11日、テレビ朝日）
- 土曜ワイド劇場 事件6 金属バットで夫を殺した女!! 家庭内暴力に隠された声なき叫び!衝撃の告白!（1998年7月、テレビ朝日）- 岩本好美 役
- こいまち 第2話（1999年1月、フジテレビ） - 日比野千夏 役
- あぶない放課後（1999年4月、テレビ朝日）
- コワイ童話 第5話「ラプンツェル」（1999年8月、TBS）主演 - 根本結衣 役
- はみだし刑事情熱系 PART4.13話(2000年1月12日、テレビ朝日)
- 永遠の1/2（2000年9月-11月、TBSテレビ） - 小山明日香 役
- 月曜ドラマスペシャル 名探偵キャサリンシリーズ9 シドニー・メルボルン殺人事件（2000年9月18日、TBS） - 井上まり花 役

### テレビ
- 力の限りゴーゴゴー!!（2000年1月26日、フジテレビ）

### ラジオ
- ちゃぱら☆FIGHT「理名と遥歩のSweet Young!」（1999年、文化放送）
  - 『古本新之輔 ちゃぱらすかWOO!』内の放送。内山理名と出演。

### CM
- TNC（TOKAIネットワーククラブ） （2000年）

### その他
- ØSTORY（ラブストーリー）（2000年、スクウェア・エニックス） - 瀬能留未 役
  - PlayStation 2用ゲームソフト

## 出版

### 写真集
- あゆむ（1999年4月、辰巳出版、撮影：安達尊）ISBN 4886413897

### その他
- B.L.T.（東京ニュース通信社）
  - 同雑誌の創刊（1997年9月）から2000年前半まで、連載コーナー「Stairway to STAR」を持っていた。